# 海倫·索耶·霍格
海倫·索耶·霍格（Helen Sawyer Hogg、1905年8月1日—1993年1月28日）是一位美國籍加拿大天文學家，開創了球狀星團和變星研究的先河。她是多個天文學組織的第一位女性主席，也是科學家，當時許多大學不向女性授予科學學位。她撰寫科學倡議和報導包括《多倫多星報》（1951-81）和《加拿大皇家天文學會雜誌》（“Out of Old Books”，1946-65）的天文學專欄。

## 早年
1905年8月1日，海倫·索耶·霍格出生於麻薩諸塞州洛厄爾，是銀行家愛德華·埃弗雷特·索耶和教師凱莉·道格拉斯·索耶的二女兒。海倫在學術上頗有天賦，15歲時從洛厄爾高中畢業，但選擇再留校一年，然後於 1922年前往曼荷蓮學院（Mount Holyoke College）就讀。

## 教育
在完成博士學位的同時，霍格在曼荷蓮學院和史密斯學院教授天文學。畢業後，她搬到了不列顛哥倫比亞省維多利亞，她開始在多米尼恩天文物理天文台（Dominion Astrophysical Observatory）進行研究。霍格用72吋反射望遠鏡拍攝變星照片，記錄變星亮度的週期性變化。
在多米尼恩天文物理天文台，霍格在球狀星團M2中發現了132顆新變星。霍格在天文目錄中發表了這項開創性的工作，至今仍在使用。值得注意的是，霍格作為丈夫法蘭克·斯科特·霍格助理完成這些研究，因為多米尼恩天文物理天文台並未為她提供工作。